# Ерік Торелль
Ерік Торелль (швед. Erik Thorell; 3 березня 1992, м. Карлстад, Швеція) — шведський хокеїст, лівий нападник. Виступає за «Карлскруну» в Шведській хокейній лізі.
Вихованець хокейної школи «Фер'єстад» (Карлстад). Виступав за «Фер'єстад» (Карлстад), ХК «Сундсвалль», «Регле».
В чемпіонатах Швеції — 105 матчів (4+6), у плей-оф — 27 матчів (0+2).
У складі молодіжної збірної Швеції учасник чемпіонату світу 2012. У складі юніорської збірної Швеції учасник чемпіонату світу 2010.
Досягнення
- Чемпіон Швеції (2011)
- Переможець молодіжного чемпіонату світу (2012)
- Срібний призер юніорського чемпіонату світу (2010).